# Казбеков, Латиф Кожахметович
Лати́ф Кожахме́тович Казбе́ков (род. 20 мая 1954, с. Аксу, Аксуский район, Казахская ССР, СССР) — художник-график. Член Санкт-Петербургского союза художников.

## Биография
Родился в 1954 году в селе Аксу Аксуского района. В многодетной семье был самым младшим, десятым ребёнком. Детство прошло в горном селении. В 1975 году окончил Алма-Атинское художественное училище имени Н. В. Гоголя и поступил на графический факультет Института живописи, скульптуры и архитектуры имени И. Е. Репина. Окончил институт в 1981 году, мастерская книжной графики профессора Г. Д. Епифанова. Занимался акварелью, литографией. Много работал над книгами. Проиллюстрировал более 70 книг.
В 1998 году Казбеков придумал собственную ручную технику изготовления многослойной бумаги. Художник применяет хлопок-сырец, стебли и цветы льна, речные и болотные водоросли, разнообразные мхи. Каждый его лист становится единственным произведением, порождая удивительные эффекты цвета и рельефной фактуры в акварельной живописи.
Латиф Казбеков практически не работает с натурой, утверждая, что уходя от внутреннего видения и мира переживаний, включив обострённое зрение художника, направленное вовне, работать практически не удаётсся. Пейзаж получается максимально приближенным к фотографии и педантично выписанным, что вовсе не отвечает внутренним потребностям.

Как говорил Матисс: «Когда я работаю, я думаю, что со мной Бог. А когда закончил, оказывается, я работал один». Вот у меня в основном так, потому что я каждый раз, начиная работу, думаю: «Сейчас я сделаю нечто, иначе говоря, шедевр». Потом идёт процесс, я этот шедевр продолжаю делать, а потом думаю: «Да, шедевр не получился. Надо делать заново, новый шедевр». И этот процесс бесконечен.— Латиф Казбеков

## Выставки
Л. К. Казбеков экспонент 17 персональных выставок и участник более 300 групповых выставок в России и за рубежом: в США, Германии, Франции, Англии, Японии, Финляндии, Италии, Дании, Голландии, Бельгии, Польше, на Кубе, в Мексике, Канаде, Чехии, Южной Корее, странах Балтии и СНГ.

## Работы находятся в собраниях
- Государственный Русский музей, Санкт-Петербург, Россия[6][7]
- Государственный музей городской скульптуры, Санкт-Петербург, Россия
- Музей современного искусства Эрарта, Санкт-Петербург, Россия[8]
- Государственный музей искусств Республики Казахстан имени Абылхана Кастеева, Алма-Аты, Казахстан
- Национальный музей искусств имени Гапара Айтиева, Бишкек, Кыргызстан
- Государственный музей изобразительных искусств Республики Татарстан, Казань, Россия
- Калининградский областной музей изобразительных искусств, Калининград, Россия
- Новосибирский государственный художественный музей, Новосибирск, Россия
- Астраханская картинная галерея имени П. М. Догадина, Астрахань, Россия
- Музей искусства Санкт-Петербурга XX-XXI веков, Россия[9]
- Музей современных искусств имени С. П. Дягилева СПбГУ, Санкт-Петербург, Россия
- в частных коллекциях России и за рубежом

## Рецензии
- Аркадий Шалыгин. Художественный аристократизм Латифа Казбекова. Петербургские искусствоведческие тетради. Выпуск 20[4]
- Арутюн Зулумян, Зинаида Берандр. Латиф Казбеков: «Главная картина у меня впереди»[5].